# Giovanni Battista Sangiorgi
Giovanni Battista Sangiorgi (Castel Bolognese, 1784 – 1877) è stato un pittore italiano neoclassico.

## Biografia
Si formò come pittore di figure, e nel 1809 collaborò con Antonio Basoli alla decorazione del Teatro Comunale di Bologna. Partecipò anche alle decorazioni di Palazzo Hercolani nel 1818 e dei Baciocchi nel 1822. Fu nominato docente del comune di Pesaro e fu membro associato dell'Accademia di Belle Arti bolognese.